# L'or de Moscou

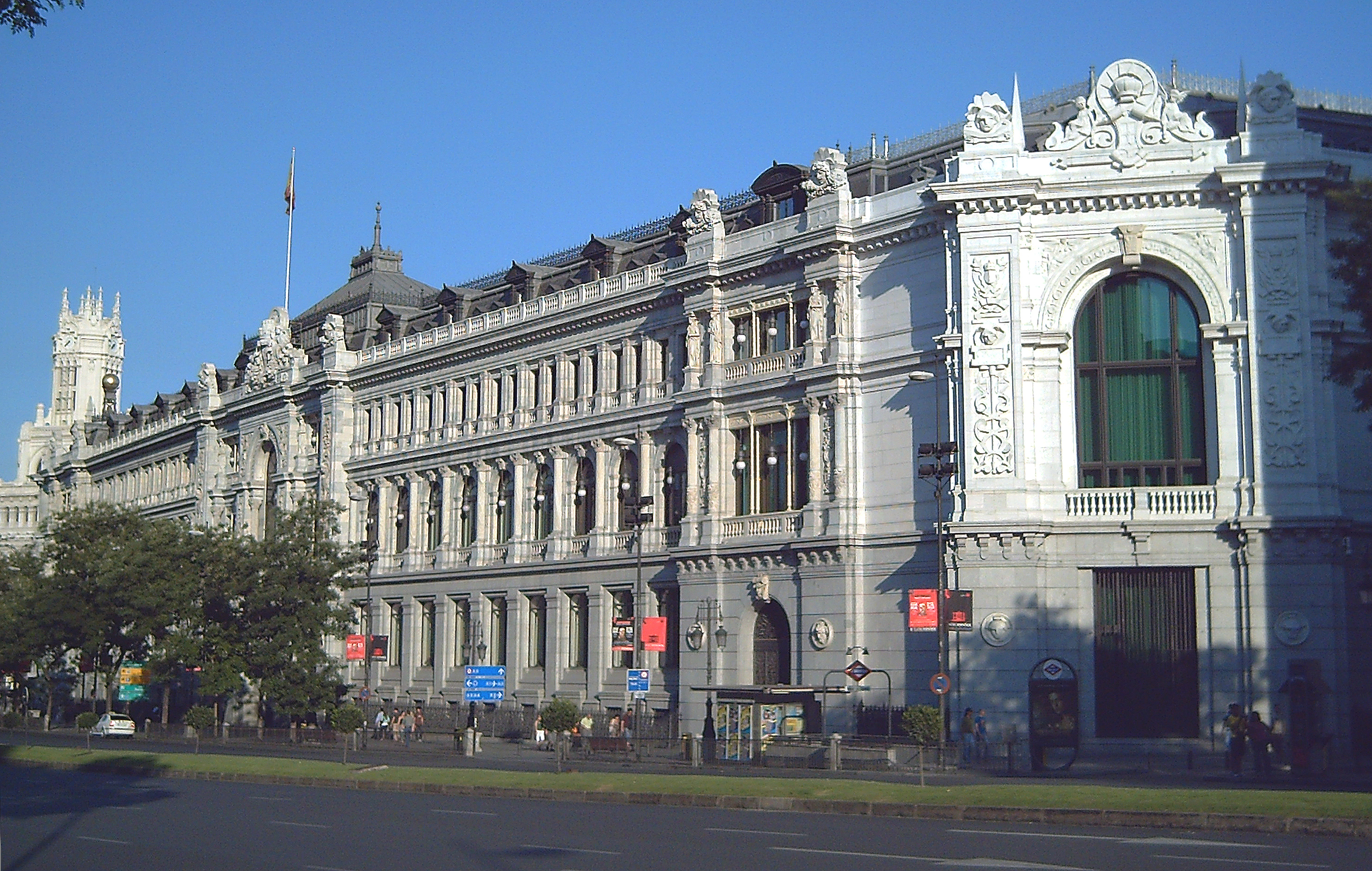
Façana nord de la seu del Banc d'Espanya en el carrer d'Alcalá de Madrid. Les reserves d'or que es custodiaven a l'edifici fins a 1936 van ser enviades a la Unió Soviètica durant la Guerra Civil espanyola.

L'or de Moscou és el terme encunyat durant la Guerra Civil espanyola per a referir-se a l'operació de trasllat, per part del govern de la II República, de 510 tones d'or, un 72,6% de les reserves d'or del Banc d'Espanya, de la seu central d'aquest, a Madrid, fins a la Unió Soviètica pocs mesos després de l'esclat de la Guerra Civil espanyola. També es fa servir per a referir-se a les gestions posteriors a l'enviament: a la venda de l'or a l'URSS, a la utilització dels fons obtinguts gràcies a aquesta venda i a altres enviaments similars de béns confiscats durant la guerra. La decisió de traslladar l'or del Banc d'Espanya, presa pel govern presidit per Francisco Largo Caballero i a iniciativa del ministre d'Hisenda, Juan Negrín, va fer, a més a més, que la resta de l'or, 193 tones, fos traslladat i venut a França per obtenir divises en una operació que, tot i que molt menys coneguda, es coneix per analogia com l'“Or de París”.
L'expressió “Or de Moscou” (en anglès: Moscow Gold) ja l'havia utilitzada durant la dècada dels 30 la premsa internacional, però va ser durant la Guerra Civil i els primers anys del règim franquista en què es va popularitzar en referència a l'episodi històric espanyol. Durant la Guerra Freda va ser utilitzada sobretot per la propaganda antisoviètica i la contrària als partits i sindicats comunistes occidentals per a desqualificar les fonts de finançament d'aquests últims, considerant que els recursos monetaris d'aquests provenien de l'URSS, i per això es va popularitzar l'expressió “a sou de Moscou”.
Aquest episodi històric ha estat des de la dècada de 1970 el centre de moltes obres i assajos a partir de documents oficials i privats, però també objecte de debat historiogràfic i de moltes controvèrsies, especialment a l'Estat Espanyol. Els desacords en aquests debats es donen sobretot en la interpretació política de les motivacions que van dur al trasllat de l'or, a les conseqüències pel desenvolupament de la guerra així com en la influència que va tenir aquest fet en el govern de la República a l'exili i les relacions entre l'Espanya franquista i el govern soviètic.
Mentre que alguns autors (com Ángel Viñas o Enrique Moradiellos) veuen l'enviament de l'or com l'única opció viable davant l'avenç de les tropes nacionals i la no-intervenció de les democràcies occidentals i que va permetre la supervivència de la República, d'altres (com Francisco Olaya) consideren que es va tractar d'una gran estafa i d'un dels factors clau en la derrota republicana.

## Larevolució comunista mundiali elMoscow Gold
Amb anterioritat a 1935, mentre el govern de Ióssif Stalin orientava part de la seua política internacional cap a la promoció de l'anomenada revolució mundial del món del proletariat, mitjans de parla anglesa com la revista Time, 21/11/1938, Loud Pedal, article disponible a time.com Arxivat 2009-09-16 a Wayback Machine. utilitzaven l'expressió Moscow Gold per a referir-se als plans soviètics d'intensificar les activitats del moviment comunista internacional, que en aquells dies es manifestava tímidament als Estats Units i el Regne Unit. Time considerava que aquesta evolució de la política soviètica, que el 1935 es va manifestar en favor de la participació comunista per a la formació de diferents agrupacions frontpopulistes en diversos països del món, es devia en part a la necessitat de Stalin de contrarestar les crítiques del trotskisme.

## L'episodi espanyol

### Context: els primers mesos de la Guerra Civil
A partir del 19 de juliol de 1936, al cap de pocs dies de la revolta militar, tant el govern de José Giral com el general Franco, llavors responsable de l'exèrcit d'Àfrica, van realitzar gestions simultànies a França, d'una banda, i a través d'emissaris en Roma i Berlín, per l'altra, per a sol·licitar suport material. Amb aquestes iniciatives va donar inici la progressiva internacionalització del conflicte davant la consciència comuna de les manques en mitjans i equipaments militars d'ambdós bàndols per a sostenir l'esforç bèl·lic.(Moradiellos 1999) i (Howson 2000). Al començament de la Guerra Civil espanyola, la situació política de França era confusa, amb un govern frontpopulista que incloïa entre els seus elements majoritaris al centrista Partit Radical. Encara que Léon Blum, com el PCF, va pretendre intervenir a favor de la República, els radicals es van oposar i van amenaçar de retirar-li el seu suport. A això es van unir els advertiments britànics sobre el risc d'obstruir la política de pacificació (appeasement) empresa pel conservador Stanley Baldwin. De tal manera, el consell de ministres reunit el 25 de juliol de 1936 va aprovar la cancel·lació de qualsevol subministrament des de França.(Moradiellos 1999). El mateix dia que es confirmava la no-intervenció de les democràcies occidentals, Hitler donava el seu consentiment per a l'enviament d'un primer lot d'avions, tripulació i equip tècnic al Marroc, mentre que el 27 de juliol, Mussolini enviaria una partida d'avions de transport, material que seria utilitzat posteriorment per al pont aeri de tropes cap a Sevilla establert el 29 de juliol de 1936.Cites 14 i 15 en (Moradiellos 1999) El govern nazi va utilitzar una empresa fantasma, la Societat Hispano-Marroquina de Transports, com tapadora per a canalitzar els seus subministraments a Franco. L'1 d'agost de 1936 el govern francès va emetre la proposta a la comunitat internacional per a l'adopció d'un "Acord de no-intervenció a Espanya", defensat pel Foreign Office a través de la seua ambaixada en París el 7 d'agost."Note de la Sous-Direction d'Europe", 8 d'agost de 1936. DDF, vol. III, núm. 108. citada en (Moradiellos 1999). L'acord també el van subscriure inicialment la Unió Soviètica, Portugal, Itàlia i el Tercer Reich, sumant-se al Comitè de supervisió de Londres creat el 9 de setembre de 1936. No obstant això, aquestes tres últimes nacions van mantenir el seu suport logístic i material mentre que els agents de compres del govern republicà van adquirir subministraments procedents de Mèxic i del mercat negre.Cites 22, 23, 24 i 25 en: (Moradiellos 1999). En el terreny de les hostilitats, durant els mesos d'agost i setembre de 1936 les forces revoltades van assolir importants avanços, consolidant la frontera portuguesa després de les Batalla de Badajoz del 14 d'agost i tancant de la basco-francesa, després de l'entrada en Irun del 4 de setembre de 1936. Aquest avanç va coincidir amb un progressiu viratge de la política de l'URSS cap a una intervenció activa. Es va emprendre llavors l'establiment de relacions diplomàtiques amb la República espanyola i el nomenament del primer ambaixador soviètic a Madrid, Marcel Rosenberg (abans representant soviètic en la Societat de les Nacions), el 21 d'agost de 1936.(Kowalsky 2004: Diplomacy). A la fi de setembre de 1936, partits comunistes de diferents països van rebre instruccions del Komintern i de Moscou per al reclutament i organització de les Brigades Internacionals, que entrarien en combat durant el mes de novembre. Mentre, el 28 de setembre, el final de les operacions entorn de l'Alcázar de Toledo permetria a les forces dirigides pel general Varela orientar el seu esforç cap a la batalla de Madrid. Al llarg del mes d'octubre de 1936, l'URSS va enviar material en ajuda del nou govern de concentració frontpopulista presidit per Largo Caballero, que incloïa dos ministres comunistes, acció que l'ambaixador soviètic a Londres, Iván Maiskiel, justificaria davant el Comitè de No-Intervenció el 23 d'octubre de 1936, denunciant el previ sabotatge italo-alemany al mateix i reclamant la restitució del dret a la República a armar-se.Cita 27 en: (Moradiellos 1999). Cinc dies més tard, el 28 d'octubre del 1936, van salpar de Cartagena quatre vaixells de càrrega soviètics contenint l'or evacuat el 14 de setembre del Banc d'Espanya.

### Situació de les reserves i estatus del Banc d'Espanya
Pocs mesos abans de l'inici de la Guerra Civil les reserves mobilitzables espanyoles havien estat registrades per les estadístiques internacionals al maig de 1936 com les quartes més grans del món.Estadístiques del Banc de Pagaments Internacionals de Basilea, Sixième rapport annuel de l'11/5/1936 (Viñas 2006:112). Va ser acumulada principalment durant la Primera Guerra Mundial, en la qual Espanya es va mantenir neutral. Gràcies als estudis de la documentació del BDE (Viñas 2006:111) es coneix que aquestes reserves es distribuïen principalment en la seu central de Madrid, les delegacions provincials del BDE i altres dipòsits menors a París, des de 1931, estant constituïdes en la seua major part per monedes, estrangeres i espanyoles, mentre que la fracció d'or antic era menor al 0,01% i insignificant la quantitat d'or en barres doncs tan sols hi havia 64 lingots. (Viñas 2006: 111) Sobre el valor de les reserves mobilitzables, aquest era conegut per les diverses publicacions oficials que s'emetien regularment i així el The New York Times del 7 d'agost de 1936 (Viñas 2006: 111) informava de la xifra de 718 milions de dòlars nord-americans de l'època per a les disponibles en la seu de Madrid. Per a l'historiador Ángel Viñas, aquesta xifra es corresponia amb 635 o 639 tones d'or fi o bé a 20,42 o 20,54 milions d'unces troy. Segons el balanç del Banc d'Espanya del 30 de juny de 1936, publicat en la Gaceta de Madrid (el BOE de l'època) l'1 de juliol, les reserves d'or existents, tres setmanes abans d'iniciar-se la contesa, arribaven a un valor de 2.202 milions de pessetes-or, equivalent a 5.240 milions de pessetes efectives. Viñas calcula que la xifra de 719 milions de dòlars de 1936 correspondria, actualitzada amb els índexs d'inflació, a 9.725 milions de dòlars de 2005. En comparança, les reserves espanyoles disponibles al setembre d'aqueix any eren de 7.509 milions. (Viñas 2006: 112)
En 1936, el Banc d'Espanya estava constituït com societat anònima per accions (igual que els seus homòlegs francès i anglès) amb un capital de 177 milions de pessetes, el qual es trobava distribuït en 354.000 accions nominatives de 500 pessetes cadascuna. A pesar de no ser un banc de propietat estatal, ja que no s'hi convertiria fins a la promulgació del Decret-Llei 18/1962 del 7 de juny de 1962, sobre Nacionalització i Reorganització del Banc d'Espanya, la institució estava sotmesa al control tant del govern, qui designava al governador, com del ministeri d'Hisenda que nomenava a diversos membres del Consell General del banc.(Viñas 2006: 111) La Llei d'Ordenació Bancària (LOB) del 29 de desembre de 1921 (o Llei Cambó) Refosa el 24 de gener de 1927 i modificada per Llei de 26 de novembre de 1931. va intentar per primera vegada ordenar les relacions entre el Banc d'Espanya com banc central i la banca privada. En la llei es regulaven també les condicions per a la mobilització per part del Banc de les reserves, el qual havia de comptar amb la preceptiva autorització del Consell de Ministres. En la base 7a de l'Article 1r la LOB estipulava la facultat del Govern per a acudir a l'entitat i sol·licitar la venda d'or exclusivament per a influir en el tipus de canvi de la pesseta i "exercir una acció interventora en el canvi internacional i en la regularitat del mercat monetari", en aquest cas el Banc d'Espanya participaria en aquesta acció amb una quantitat igual a l'arbitrada pel tresor Públic. Encara que autors com Pío Moa (Moa 2001) i (Moa 2003). consideren que el trasllat de l'or violava clarament la Llei, en opinió d'Ángel Viñas l'aplicació de la Llei Cambó per part del govern republicà va ser estricta, basant-se en els testimoniatges del que fou últim ministre d'Hisenda de la Monarquia, Entre el 18 de febrer de 1931 i el 15 d'abril següent. Juan Ventosa i Calvell, que la jutjava, poc abans del colp militar, massa ortodoxa (Viñas 2006: 113); l'autor cita els articles de Juan Ventosa en Espanya Econòmica i Financera (23/5/1936) i ABC (29/5/1936), limitant les possibilitats de creixement de l'economia del país. La situació excepcional creada per la rebel·lió, explicaria per a Viñas, que evita entrar en aspectes jurídics, el canvi d'actitud pel que fa a la Llei Cambó per part del govern, que va passar a exercir els mecanismes necessaris per a realitzar una nacionalització parcial encoberta del Banc d'Espanya.Segons Viñas, guiat per la màxima "salus patriae, suprema lex" (Viñas 2006: 114). Altres historiadors, com Sardà, Miralles o Moradiellos, coincideixen amb aquesta interpretació. L'actuació del govern republicà sobre el Banc d'Espanya per a col·locar en la seva direcció a persones fidels a la República es va concretar en el Decret de 4 d'agost de 1936, que va destituir a Pedro Pan Gómez com sotsgovernador primer en favor de Julio Carabias, Pa Gómez fugiria a la zona nacional, per a ocupar-se uns mesos després d'organitzar el nou Banc d'Espanya de Burgos. que 10 dies més tard va ser seguida de la destitució d'altres consellers i alts executius. Després del trasllat de l'or a la Unió Soviètica, el 21 de novembre, es va decretar la modificació del Consell, que va patir noves modificacions i cessaments fins que el 24 de desembre de 1937 nou consellers van ser substituïts directament per representants institucionals.(Sánchez Asiaín 2002: 281).

### Preliminars a l'enviament
Amb el començament de la guerra, els revoltats engeguen la seua pròpia maquinària estatal, considerant il·legítimes i il·legals les institucions que van quedar sota el control del govern de Madrid. Així, es va constituir també un Banc d'Espanya, amb seu a Burgos. Cada banc afirmava ser el legítim, tant en l'interior com en l'exterior. (Sánchez Asiaín 2002: 249-50) En poder del govern republicà van quedar la seu central amb la seua reserva d'or i les delegacions més importants, mentre que el de Burgos administrava les reserves i delegacions provincials del Banc d'Espanya en el territori revoltat. Es pot assenyalar que, quan ambdós van reunir les seues respectives juntes d'accionistes, en la rebel va haver-hi 154.163 accionistes i en la republicana 31.389. (Sánchez Asiaín 2002: 250) El 27 de juliol el Govern Giral va anunciar l'inici de l'enviament A França de part de l'or, per l'acord del Consell de Ministres de 21 de juliol de 1936. 
| « | Conveni. –Per iniciativa i acord del Govern de la República, el Sr. Ministre d'Hisenda ha autoritzat al Banc d'Espanya en data 21 de l'actual per a la venda d'or amonedado o en barres fins a la quantitat de vint-i-cinc milions dues-centes vint mil pessetes valor nominal, a aquest efecte de l'acció interventora en el canvi internacional, que es refereix la Base 7a de la Llei d'Ordenació Bancària, exercitant per a aqueixa autorització la facultat que al Govern concedeix el paràgraf 10º de la Base 2a de l'article 1r. de la referida Llei. – I a fi d'emplenar aquest acord, causa i motiu del present Conveni, fent-se constar en ell les conclusions establertes pel govern i acceptades pel banc d'Espanya, es formalitza conformement a les següents Estipulacions. –1a. El Banc d'Espanya, en compliment de l'autorització atorgada pel govern de la República, segons comunicació del Sr. Ministre d'Hisenda, data 21 de l'actual, procedeix, per descomptat, a la venda d'or amonedado o en barres fins a la quantitat de vint-i-cinc milions dues-centes vint mil pessetes valor nominal per a actuar i intervenir en el canvi internacional i en la regularització del mercat monetari conjuntament amb l'Estat. –2a. De conformitat amb el previngut en la Base 7a de la Llei d'Ordenació Bancària, la participació de l'Estat i del Banc s'entén feta per meitat, i a virtut del requeriment del Ministre d'Hisenda, previ acord del Consell de Ministres, el Banc anticipa a l'Estat, d'acord amb el que estableix l'últim paràgraf de l'apartat D. de la Base 3a de la referida Llei, els dotze milions sis-centes deu mil pessetes valor nominal or, import de l'aportació que li correspon. –3a. El Govern de la República s'obliga conformement a dret al reemborsament de les quantitats or anticipades pel banc, en el més breu termini possible des que cesse la seua aplicació, arbitrant per a això els recursos oportuns, sempre amb el compromís de no aplicar aquestes quantitats a altres fins que els quals donen origen a aquest Conveni. –4a. S'entén part integrant d'aquest Conveni quant es prevé en la Base 7a de l'article 1r. de la Llei d'Ordenació Bancària. –5a. Les despeses que per qualsevol concepte ocasione el desplaçament de l'or, així com la seua venda i els altres que es produïsquen amb motiu d'aquestes operacions es distribuiran per meitat entre Tesoro i Banc. –6a. L'acord del Consell de Ministres que es refereix l'ordre del Ministeri d'Hisenda, conté, com en la mateixa s'indica, l'expressa autorització que es refereix el paràgraf 10º de la Base 2a de l'article 1r. de la Llei d'Ordenació Bancària. –7a. Els dotze milions sis-centes deu mil pessetes que el Banc anticipa a l'Estat per aquest Conveni es comprenen en l'autorització concedida al Ministre d'Hisenda fins a la quantitat de vint-i-cinc milions dues-centes vint mil pessetes or per la Llei de dues de juny de mil nou-cents trenta-sis (Gaceta de Madrid, 11 del mateix) | » |

 Els revoltats, informats puntualment dels enviaments d'or pels seus agents i amics a França i la zona republicana (Viñas 1976: 101-5). van afirmar que aquestes despeses estaven molt allunyats del previst en l'esmentada Llei Cambó. Per tant, els van considerar il·legals. Així, la Junta de Defensa Nacional de Burgos va emetre el 25 d'agost de 1936 un decret, el núm. 65, declarant nul·les, pel que a ells concernia, les operacions de crèdit realitzades pel govern frontpopulista sobre la base d'aquesta reserva: 
| « | Decret nombre 65: Interessa a aquesta Junta, en l'ordre moral, destacar, una vegada més, l'escàndol que davant la consciència universal ha produït l'eixida d'or del Banc d'Espanya, decretada pel mal anomenat Govern de Madrid. Però la incumbeix més principalment assenyalar les conseqüències d'aqueixes operacions en el terreny jurídic, perquè efectuades amb oberta infracció de preceptes fonamentals de la vigent Llei d'Ordenació Bancària, és evident condueixen per la seua manifesta il·legalitat a la conclusió inexcusable de la seua nul·litat, que ha d'arribar a en els seus efectes civils a quantes persones nacionals o estrangeres hagen participat en elles, amb independència de la responsabilitat criminal, ja regulada en altre Decret. I és lògic complement d'aquesta declaració, el prevenir els danys que es irroguen, amb mesures de caució, que han d'adoptar-se amb la urgència que la defensa dels interessos nacionals exigeix. En virtut d'això, com President de la Junta de Defensa Nacional, i d'acord amb ella, vinc a decretar el següent: Article primer. Es declaren nul·les totes les operacions que s'hagen verificat o es verifiquen amb la garantia de l'or extret del Banc d'Espanya, a partir del divuit de juliol últim, i en el seu moment s'exercitaran quantes accions corresponguen en Dret, per al rescat de l'or referit, siga com anàs el lloc que es trobe. Article segon. Sense perjudici de la responsabilitat criminal definida en el Decret nombre 36, els valors, crèdits, drets i béns de totes classe que posseïsquen a Espanya les persones o entitats nacionals o estrangeres que hagen intervingut o intervinguen directament o indirecta en les operacions que es contrau l'article precedent, seran immediatament embargats, a fi d'assegurar les responsabilitats de qualsevol espècie que es deriven de tals actes. Donat a Burgos a 25 d'agost de 1936. Miguel Cabanellas. | » |

 La creació del Comitè de No Intervenció no va paralitzar l'enviament d'or a França i el govern de Largo Caballero, constituït al setembre, va prosseguir aquesta política. Fins a març de 1937 es van enviar 174 tones d'or fi (193 brutes) al Banc de França, equivalents al 27,4 per cent de totes les reserves espanyoles, per a convertir-les en divises per a pagar les compres d'armament i queviures. La Hisenda republicana va rebre 3.922 milions de francs (uns 196 milions de dòlars) per a tals menesters (Martín Aceña 2001: 74). Es té constància a més de molts altres enviaments d'or, plata i joies introduïts en el país gal de contraban (Olaya Morales 2004a: 460). Aquests enviaments es van justificar amb un decret reservat del 30 d'agost, per raó de la gravetat provocada per la insurrecció armada, i a fi de "poder desenvolupar la lluita amb l'extensió i intensitat que exigisca l'aixafada de l'execrable rebel·lió". Per acord del Consell de Ministres, s'autoritzava "al Ministre d'Hisenda per a disposar que, pel centre Oficial de Contractació de Moneda, se situe en una o diverses vegades, per compte del Tresor, en l'estranger, a la disposició de la representació diplomàtica, consular o persona que designarà en cada cas, la quantitat de francs francesos que estime precisa per a atendre les despeses que les necessitats de campanya imposen".(Olaya 2004a: 311-312)

### L'ordre de trasllat i les seues motivacions
El 13 de setembre es va signar un decret reservat del Ministeri d'Hisenda, emès a iniciativa del ministre Juan Negrín, pel qual s'autoritzava el trasllat de les reserves metàl·liques del Banc d'Espanya i preveia una futura rendició de comptes a les Corts que mai va arribar a produir-se: (Bolloten 1989: 261) i (Viñas 1976: 133-4) 
| «                                                  | Ministre d'Hisenda Excm. Sr: Per la seua excel·lència el president de la República, i amb data 13 de l'actual, ha estat signat el següent decret reservat: La anormalitat que en el país ha produït la revolta militar aconsella al Govern adoptar aquelles mesures precautorias que considere necessàries per a millor salvaguardar les reserves metàl·liques del Banc d'Espanya, base del crèdit públic. L'índole mateixa de la mesura i la raó de la seua adopció exigeixen que aquest acord romanga reservat. Fundat en tals consideracions, d'acord amb el Consell de Ministres, i a proposta del d'Hisenda, vinc a disposar, amb caràcter reservat, el següent: *Art. 1r.: S'autoritza al Ministre d'Hisenda perquè en el moment que ho considere oportú ordene el transport, amb les majors garanties, al lloc que estime de més seguretat, de les existències que en or, plata i bitllets haguera en aquell moment en l'establiment central del Banc d'Espanya. *Art. 2n.: El Govern adonarà en el seu moment a les Corts d'aquest decret. Madrid, 13-9-36. | » |
| — (Sardá 1976: 433) i (Olaya Morales 2004a: 286-7) | |   |

 El decret està signat pel president de la República, Manuel Azaña, el qual afirmaria posteriorment el seu desconeixement sobre la destinació final de les reserves. Segons va justificar més tard Largo Caballero, Azaña va ser informat més tard a causa del seu estat emocional i el caràcter reservat de l'operació: Olaya Morales indica (2004a: 447) que, "posant-se legalista", açò podria violar l'article 76 de la Constitució, que facultava al President parar signar "els decrets, confirmats pel ministre corresponent, previ acord del Govern, podent el President acordar que els projectes de decret se sotmeten a les Corts, si cregués que s'oposen a alguna de les lleis vigents". "D'aquesta decisió convenia informar moltes persones? No. Una indiscreció seria la pedra d'escàndol internacional %[…] Es va decidir que no ho sabera ni el President de la República, el qual es trobava llavors en un estat espiritual veritablement lamentable, per tant només ho sabia el President del Consell de Ministres [el mateix Largo], el Ministre d'Hisenda [Negrín] i el de Marina i Aire [Indalecio Prieto]. Però els dos primers serien els únics que s'havien d'entendre amb el Govern de Rússia". Largo Caballero, en Fundació Pablo Iglesias, Arxiu de Francisco Largo Caballero, XXIII, pàg. 477 Encara que habitualment Negrín és considerat l'artífex de l'enviament de l'Or (per iniciativa pròpia o confabulat amb els soviètics, depenent de les tendències), el seu amic i company Mariano Ansó ho defensava afirmant que "no va poder ser ni va anar l'artífex de l'enviament a Rússia de l'or espanyol; va ser a tot estirar un cooperant de menor importància del Lenin espanyol i els seus consellers aúlics, al capdavant dels quals figurava Luis Araquistáin"(Ansó 1976: 317). Diversos autors, com Viñas, han assenyalat que la decisió de traslladar l'or fora de Madrid va estar motivada pel ràpid avanç de l'exèrcit d'Àfrica, que des de la seua arribada a la Península havia realitzat un ràpid avanç cap a la capital, trobant-se, en el moment de prendre's la decisió, ja en Talavera de la Reina, a 116 quilòmetres de Madrid, sense que cap dels esforços fets per a detenir-los o frenar el seu avanç hagueren tingut èxit, si més no parcial. No obstant això, les tropes revoltades no arribarien finalment fins dos mesos després, no a causa de la resistència de les forces republicanes, sinó a una decisió del mateix Franco, que va decidir desviar-se per a socórrer als assetjats en l'alcázar de Toledo, en una operació de prestigi que li va consolidar políticament i li va permetre ascendir a la prefectura de l'Estat el 29 de setembre de 1936. La capital resistiria fins a la fi la guerra, i el mateix govern republicà no es va traslladar a València fins al 6 de novembre. Un dels principals protagonistes dels fets, Largo Caballero, va justificar posteriorment, en el seu exili francès, l'enviament de l'or en el Pacte de No Intervenció i la desafecció de les democràcies pel que fa a la República, i l'amenaça dels revoltats sobre Madrid.
| « | Com els facciosos estaven a les portes de la capital d'Espanya, va sol·licitar (Negrín) del Consell de ministres autorització per a traure l'or del Banc d'Espanya i dur-lo a lloc segur, sense dir a on. […] Com primera mesura ho va traslladar als forts de Cartagena. Després, tement un desembarcament, va decidir traslladar-lo fora d'Espanya. […] No havia altre lloc que Rússia, país que ens ajudava amb armes i queviures. I a Rússia es va lliurar. | » |

 No obstant això la qual cosa, el seu company, el també socialista Luis Araquistáin, ho va atribuir posteriorment a la coacció soviètica.
| « | Com estic segur que Largo Caballero, de qui era jo llavors amic íntim, no es trobava en tal estat de desesperança quant al desenllaç de la guerra, i em costa també molt imaginar pres de tal abatiment a Negrín, no em queda altra alternativa que tornar a la hipòtesi de la coacció soviètica, o declarar simplement que el lliurament de l'or a Rússia va ser una bogeria totalment inexplicable. | » |

 També es parla del perill faísta, i de la intenció anarquista d'assaltar les voltes del Banc d'Espanya i transferir les reserves d'or a Barcelona, el bastió de la CNT i la FAI, no només per a mantenir-lo fora de perill, sinó per a comprar material de guerra pel seu compte (Bolloten 1989: 268-9). Aquest pla hauria estat preparat per Diego Abad de Santillán, un dels més ardents detractors de Negrín, però tal extrem és considerat fals per l'historiador llibertari Francisco Olaya Morales, que opina que l'or es va traslladar a Cartagena no per motius de seguretat, sinó amb la intenció preconcebuda d'enviar-lo a Moscou.(Olaya Morales 2004a: 289-93) En qualsevol cas, es desconeix qui va tenir la idea de traure l'or d'Espanya. Antony Beevor cita que existeixen versions que atribueixen a l'economista soviètic Artur Stashevsky el suggeriment a Negrín de tenir una «compte corrent en or» a Moscou, a causa de l'amenaça que penjava sobre Madrid i a la necessitat de comprar armes i matèries primeres.(Beevor: 232) Però també cita a Gabriel Jackson i Víctor Alba, els quals en el seu llibre Juan Negrín li atribueixen la idea al mateix Negrín, sostenint que la idea va prendre per sorpresa als soviètics i que Negrín va haver d'explicar curosament la idea a l'ambaixador Rosenberg.(Beevor: 716-717) En qualsevol cas, el Consell del Banc d'Espanya (molt reduït després de l'inici de la guerra) no va ser informat de la decisió de confiscar l'or i traslladar-lo fins a l'endemà. El 14 de setembre, el mateix dia en el qual els revoltats creaven a Burgos el seu propi Banc d'Espanya. Atès que l'operació ja havia començat, el Consell del Banc no va poder impedir aquestes mesures. No obstant això, els dos consellers representants dels accionistes del Banc d'Espanya que no s'havien passat als revoltats (José Álvarez Guerra i Lorenzo Martínez Fresneda), van presentar la seua dimissió. Fernando Schwarz. La internacionalització de la guerra civil espanyola, Barcelona, 1971, p. 210; citat per: (Olaya Morales 2004a: 287). Martínez Fresneda va expressar la seua més enèrgica protesta al·legant que el trasllat era il·legal, ja que l'or era d'exclusiva propietat del Banc d'Espanya, i ni l'Estat ni el Govern podien disposar d'ell; a més va assenyalar que l'or garantia per llei la convertibilitat dels bitllets del Banc, i, per tant, havia de romandre en la caixa de seguretat del Banc.
| « | «A mitjan setembre %[de 1936], segons informació personal i directa del senyor Martínez Fresneda a l'Assessor Cap, el dia 14, es va citar a un Consell extraordinari i secret per al següent dia 15. El senyor Governador hi va donar compte que el Govern havia disposat, davant l'avanç de les tropes insurrectes, confiscar tot l'or del Banc, per a traslladar-lo a lloc i localitat on estigués amb més seguretat que les ofertes per Madrid, al qual es dirigirien aquestes tropes amb intenció de prendre'l, i que a aquest efecte havia ja començat aquesta translació. Llavors el senyor Martínez Fresneda va dir que, simultània la notícia de l'acord del Govern de la confiscació i translació de l'or del Banc, amb l'execució de l'acord, no es podia discutir sobre tal acord per a impugnar i impedir la seua realització, atès que està ja executant-se, però si no era possible la discussió, sí era possible i ho feia constar de la manera més solemne la seua enèrgica protesta, per considerar l'acord il·legal i ineficaç en dret. Era il·legal, perquè sent l'or de propietat exclusiva del Banc, ni l'Estat ni el Govern podien disposar-ne. Per altra banda, va dir, l'or és la reserva que preveu la llei i que garanteix la convertibilitat del bitllet, i sent això així, cap part no pot estar sinó en la caixa del Banc, i precisament quan s'acaba d'inaugurar la nova caixa, que respon a tots els avenços de seguretat a prova d'incendis, de bombes, etc..., tot això demostra la poca fortuna de l'acord. Va concloure reiterant la seua protesta i s'hi va sumar en iguals termes d'energia el senyor Álvarez Guerra (Assessor Cap). Va afegir que el corol·lari d'aqueixa protesta i la lògica conseqüència era la seua dimissió que anunciava al Consell.» | » |
| — Extracte de l'informe in voce pronunciat davant el Consell General del Banc d'Espanya de Burgos en la sessió del dia 22 de setembre de 1937; citat per: (Sánchez Asiaín:1999: 114-115). | |   |